# 犹太教与基督教
犹太教是西亚地区的游牧民族希伯来人中产生的宗教，后来在犹太教的基础上衍生出了基督教。犹太教和基督教有相同或相近之处，也有不同或相反之处。基督教承袭了犹太教的希伯来圣经和犹太教的许多词汇，並把希伯来圣经的教义融入新約圣经中。但基督教和犹太教在经书上和一系列基本观念上存在根本分歧，比如“三一论”、“基督论”、“中保论”、“救赎论”、“原罪论”等等，尤其是耶穌基督是否作為神的兒子和彌赛亚。传统上欧洲甚至因为持犹太人背叛了耶稣才使耶稣被钉死在十字架上的观点而盛行反犹主义。

## 相同之處
猶太教的《塔納赫》在基督教中稱為《聖經·舊約》，這是猶太教和基督教共同承認的經書，學術上稱為希伯來聖經。猶太教與基督教亦同為信奉獨一真神。

## 不同教义[1]
以下內容為猶太教人士對基督教教義的批評：

### 关于希伯来圣经预言耶稣
- 基督教認爲耶穌就是《聖經·舊約》預言（預表）的基督（或彌賽亞、默西亞），在以赛亚书中有提及。
- 猶太教認爲基督教文獻中所描繪的耶穌與猶太聖經中所描繪的彌賽亞不同，只奉希伯來聖經，不认为基督教的耶穌是彌赛亚，也認為預言不是指基督教的耶穌。覺得是因為錯誤地翻譯聖經、錯誤地解釋聖經才會造成“聖經預言了耶穌”的觀念。[2]

### 关于赎罪祭（或赎罪祭的象征）
- 基督教認爲耶穌是經由流血來為人贖罪，耶穌有如逾越節羔羊，耶穌在耶路撒冷城外被羅馬士兵處死於十字架上是為全人類而行的贖罪祭“耶穌作爲祭品，他的犧牲免除了世人的原罪和所有的罪”。
- 猶太教認爲“不流血就不能贖罪”不符希伯來聖經；希伯來聖經中逾越節羔羊不是用於“贖罪”的，基督教把耶穌說成“完美贖罪的逾越節羔羊”並沒有希伯來聖經根據；希伯來聖經中不是所有的祭獻都與“贖罪”相關，同時祭獻羔羊並非是唯一的“贖罪”手段，另外希伯來聖經的贖罪祭可以不使用羔羊，“流血”並非“贖罪”的唯一方式。
- 猶太教認為在希伯來聖經中，人是不可以當作“祭物”的，在創世紀中已有提及，而基督教中“耶穌自认为是祭物”為世人犧牲這種説法不符這點。
- 猶太教指出，希伯來聖經對於如何獻祭有明確的規定，就算把耶穌說成是“羔羊”，也不符合希伯來聖經，用作獻祭的羔羊是不能夠有瑕疵的，基督徒廣泛認爲耶穌臨行前被羅馬士兵鞭打得皮開肉綻，這足以使這只“羔羊”成為非法的祭物。基督教福音書記載耶穌小時候跟隨猶太传统行了割禮（割除男性包皮），即便耶穌沒有在死前受刑，他的身體也不會“無瑕疵”，耶穌與合法祭物之間風馬牛不相及。另外希伯來聖經還規定了獻祭的地點，耶穌的死亡地與合法獻祭之地衝突。
- 不過基督宗教則是認為耶穌的無缺陷是指他的無罪及純潔，並非肉身上的無受傷，而耶穌的为世人贖罪是新立的約，和以色列的祭獻屬於不同範圍的禮儀，並不能同一而論。

### 关于原罪论
- 基督教有“原罪论”（原罪论源于奥古斯丁，目前各种基督教派之中对原罪论的解释性应用不一定符合经典的原罪论），只有通過耶穌才能獲得拯救。
- 猶太教認爲基督教的“原罪論”，“耶穌是唯一拯救”這樣的觀點與希伯來聖經衝突。
- 猶太教認爲這个世界上所有的好人都與上帝有份，並不取決於是否相信“耶穌是基督，基督是上帝”。

### 关于上帝的独一性
- 基督教主流宗派，包括天主教、東正教、新教大部分教派，皆認爲上帝是“三位一體”的。
- 猶太教認爲這個“三一”觀不符希伯來聖經。

### 关于天堂地狱
- 基督教新約描繪了很具體的“天堂”和“地獄”。
- 希伯來聖經從來沒有提到過基督教新約所描繪的“天堂”、“地獄”，希伯來聖經不包含基督教新約所展現的“天堂地獄觀”。猶太教的法利赛相信天堂及死後復活，撒都該派甚至否認有「天堂」、「地獄」及死後的生命之說[3]。

### 新约与旧约的关系
沒有舊約的神，新約是無法成立的。

- 許多基督徒誤認為基督教“新約”与“舊約”無关，“舊約”已經失效，或被“完善”，成為新約的一部分。

其核心思想的源頭見諸，《羅馬書》3章20節： 「因為凡屬肉體的人，都不能本於行律法在神面前得稱義，因為律法本是叫人知罪。」人就像一個懵懂待教的孩子，光一昧約法無人能知道如何真正遵守，只是讓人的「罪惡感」加重，同時對上帝訂出的「高道德標準」喪失榮耀的信心，必須恩威並施，上帝因此以救世主（彌賽亞）來取代大衛王的角色(/（同時因為上帝已經將世俗認知的「王者榮耀」都應許給大衛了），以「身」作則來教導子民，但舊約時的猶太人仍期望救世主如同大衛那樣所向無敵的滿足「猶太人」（鄙視他者的族群意識）作為「人」的各樣私慾，這也似乎使得多數猶太人在認不清救世主的考驗上犯下人建立的盲目制度(長老制)錯誤，付出慘痛代價。
《馬太福音》5:17即記錄救世主耶穌基督重要的話語，揭示了上帝交付的任務：「不要以為我來是要廢除律法或申言者；我來不是要廢除，乃是要成全。」要求全人類都必須從「心」成全律法，而非僅遵守外在行為。《马太福音》9:16：「没有人把新布补在旧衣服上。因为所补上的、反带坏了那衣服、破的就更大了」、9:17：「也没有人把新酒装在旧皮袋里。若是这样、皮袋就裂开、酒漏出来、连皮袋也坏了。惟独把新酒装在新皮袋里、两样就都保全了。律法的总结是基督。」
为什么说“律法的总结是基督”？一方面是他成全了律法的目的（参太5:17），在地上成为众人效法的榜样，另一方面他又是律法的终结，因为跟基督相比，律法没有拯救的能力。如果想藉着律法得救，除非从不犯罪，过着完美无瑕的生活。神为什么明知人不能遵守律法，却又赐下律法呢？保罗说，其中一个理由就是让人知道自己的罪（参加3:19）。而且，律法是基督的影子，藉着献祭，人们得以知道基督的工作，就是成为真正的祭牲（参来10:1-4）。这种拿动物来献祭的宗教礼仪，一直要维持到基督的降临。律法指明基督，拿动物献祭也是指明基督。
- 猶太教也認为“舊約”這個名稱本身就不符合希伯來聖經：因為上帝與以色列人所立之約並沒有因為耶穌而改變，也沒有失效，更沒被取代。
- 基督教認为“新約”和“舊約”和諧一致。因基督思想必須廣傳各到各個不同生活的自然環境、文化制度背景族群之中，故對舊約部份建議取其實質意義而非表面字義，研讀時應對其原文環境背景有所了解以免產生誤解，這點即使對許多現今仍流離各地適應不同環境的猶太教徒尤其重要，否則只對應聖經文字即會產生衝突與信仰挫折。
- 部份猶太教徒認为基督教“新約”不符希伯來聖經。

### 关于选民
- 基督教首先以基督徒为選民，是真以色列人，對於猶太人的選民地位，分為認為保留和認為隨著新約而無特定選民二觀念，取代神學衰落後，當今教會多試圖融合二觀念。目前主流派認為，神並未遺棄猶太人，全體猶太人將於末日之時歸主。
- 猶太教認為的選民就是只有希伯來聖經提到的以色列民族，不接受基督宗教的新約選民。

### 关于传教和外教
- 基督教鼓励信徒向全世界的人传教，要求基督徒傳福音，有把所有人納入基督教之中的愿望，早在使徒時期，福音已传播在羅馬帝國全境，並到現代擴展至全世界，成為全世界最具影響力的宗教。
- 猶太教認爲，沒有必要使所有的人成爲一種宗教的教徒，成爲某一宗教的教徒與获得救贖沒有必然聯係，猶太教亦不鼓勵非猶太人皈依猶太教。猶太教為非猶太裔者加入猶太教設置的了特殊的且比較困難的程序和要求[4]。

## 雙方的恩怨
基督教的創始者耶穌在約公元30-33年，被猶太祭司團向羅馬帝國政府誣告死罪，最終被總督彼拉多判以钉十字架的死刑。
此後，猶太公會與統治者希律亞基帕一世繼而以威嚇、禁錮、鞭打、處死等手段阻止初代教會傳教，殉道者如司提反、西庇太的兒子雅各、公義者雅各等。
現時，猶太人認為基督徒在历史上是反猶主義的鼓吹者。而反猶主義者存在根深蒂固的宗教偏見根源，歷史上，猶太人在基督教佔支配地位的歐洲近兩千年來遭受了不同政权長期的迫害，並在近代發展至高峰（例如納粹德國集中營對猶太人的迫害）。在現代，雖然反猶言論及行動現已被所有歐美國家的法律所禁止，甚至列入仇恨犯罪，但反猶事件仍不時发生（相對而言猶太人與穆斯林更接近）。
另一方面，有些基督徒認為根據新約，不信基督教的猶太人拒絕承認耶穌基督所作的犧牲，並為此而付出代價，是應驗聖經。

## 錫安主義
錫安主義（希伯來語：ציונות），又譯猶太復國主義，是指欧洲的猶太人在巴勒斯坦地區建立家園表示支持的一種意識形態；基督教錫安主義（Christian Zionism）則是指支持錫安主義的基督徒，他們相信猶太人回到聖地（Holy Land）並建立現代主權独立的猶太國家以色列的行為應驗了聖經預言。
美國一直坚定支持以色列，其中一個原因即為基督教錫安主義的信念，特別是耶路撒冷的宗教地位（另一個原因為現實政治考量，因為美國同樣支持埃及和其他阿拉伯國家，大部分阿拉伯國家除埃及、阿聯酋、巴林和約旦外，一直拒絕承認以色列），這在福音派尤其明顯。